# 한국방송공사 어린이 인형극
한국방송공사는 어린이를 위한 인형극을 제작, 저녁 시간에 방송했다.
한국방송공사(HLCK, 채널 9)는 1961년 12월 텔레비전 방송국이 개국한 이래로 저녁 시간에 어린이를 대상으로 한 어린이 인형극을 방송하였다.

## 방송 내용

### 연속 인형극
방송 첫해인 1962년 5월에는 최초의 마리오네트 공연인 계몽 작품 《새날은 밝아오다》 24부작에 이어 주 4회의 〈어린이 인형극〉을 방송하였다.
1970년 12월에는 겨울 방학 특집으로 북한을 모험하고 실정을 폭로하는 승공인형극 《진돌이의 모험》을 방송했다. 1971년 7월부터는 《진돌이의 북녘여행》을 방송했다.
1972년부터는 월요일부터 금요일까지 편성된 장편 인형극이 기획·방영되었는데, 그 내용은 다음과 같다.
| 제목                                        | 방송 시기             | 방송 시간 | 회당 방영 시간 | 편수 | 각색   | 연출   | 내용                                                                               |
| ------------------------------------------- | --------------------- | --------- | -------------- | ---- | ------ | ------ | ---------------------------------------------------------------------------------- |
| 이상한 나라의 딸콩이 원작 《꼬마 요술장이》 | 1972.5.~              | 18:20     | 10분           |      | 민병훈 | 주일청 | 요술이 서툴러 요술장이 나라에서 쫓겨난 딸콩이는 여러 가지 말썽을 부리다가 결국은 … |
| 짱구박사                                    | 1972.11 이전 ~ 1973.7 | 18:10     | 10분           |      |        |        |                                                                                    |
| 우주선 번개호                               | 1973.7 ~              | 18:10     | 10분           |      |        |        |                                                                                    |

인형극 방송은 1973년 12월부터 1975년 2월까지 중지되었고, 이후로 주중 15분간 세계명작동화를 중심으로 방영하다가 6월에 다시 개편에서 제외, 다시 10월에 재개되었다.
| 제목                | 방송 시기            | 방송 시간 | 회당 방영 시간 | 편수    | 각색 | 연출 | 내용                                       |
| ------------------- | -------------------- | --------- | -------------- | ------- | ---- | ---- | ------------------------------------------ |
| 사명당              | 1975.10. ~ 1976.1.   | 18:25     | 15분           |         |      |      | 사명당의 전기적 내용                       |
| 명장 김유신         | 1976.1. ~ 1976.4.    | 18:40     | 15분           | 66부작  |      |      | 김유신의 전기적 내용                       |
| 바보온달과 평강공주 | 1976.4. ~ 1976.9.    | 18:45     | 15분           | 100부작 |      |      |                                            |
| 동명성왕            | 1976.9. ~ 1977.1.    | 18:45     | 15분           | 75부작  |      |      | 동명성왕의 전기                            |
| 충신 박제상         | 1977.1 ~ 1977.5      | 18:35     | 15분           | 84부작  |      |      | 박제상의 전기                              |
| 효녀심청            | 1977.5 ~ 1977.9      | 18:35     | 15분           |         |      |      | 고전 소설을 원작으로 각색.                 |
| 흥부와 놀부         | 1977.9. ~ 1977.12    | 18:35     | 15분           | 60부작  |      |      | 고전 소설을 원작으로 각색.                 |
| 선화공주            | 1977.12 ~ 1978.3     | 18:35     | 15분           |         |      |      | 역사 속의 인물 소재.                       |
| 번개장군            | 1978.3. ~ 1978.5     | 18:25     | 15분           |         |      |      |                                            |
| 쌍룡검              | 1978.5. ~ 1978.11    | 18:25     | 15분           |         |      |      | 고려 태조 왕건 이야기                      |
| 봉선화              | 1978.11 ~ 1979.4     | 18:25     | 15분           |         |      |      | 봉숭아꽃에 얽힌 이야기.                    |
| 방울공주            | 1979.4 ~ 1979.9      | 18:40     | 15분           |         |      |      | 고려가 원나라의 지배를 받던 시기의 이야기. |
| 옛날에 옛날에       | 1979.9 ~ 1980.8 이후 | 18:20     | 15분           |         |      |      | 옛날 이야기들.                             |
| 어사 박문수         | 1980.9 ~ 1981.1.     | 18:17     | 13분           |         |      |      | 어사 박문수 이야기                         |
| 짱구탐정            | 1981.1 ~ 1982.3.     | 18:00     | 15분           |         |      |      | 짱구탐정의 사건 해결                       |
| 소년 삼국지         | 1982.3. ~ 1983.12.   | 18:00     | 15분           |         |      |      | 소설 삼국지연의를 각색.                    |
| 003 태돌이          | 1984.1 ~ 1984.5.     | 18:20     | 10분           |         |      |      |                                            |

### 주간 편성 인형극
- 1975년 4월부터 방영된 《다람쥐 삼형제》에 이어 1976년 4월부터 1978년 4월까지 KBS에서 매주 20분 분량으로 《부리부리박사》가 탈 인형극으로 방영되었다.
- 1983년 4월부터 1984년 3월까지 KBS 2TV에서 매주 30분 분량으로 한국인 공박사와 외계인 토토의 모험을 소재로 한 《우주소년 토토》를 방영하였다.

## 방송 3사의 경쟁
1977년에는 지상파 방송 3사(KBS, MBC, TBC) 모두 인형극을 제작·방송했다. 한국방송공사는 연속인형극과 함께 매주 목요일 오후 6시에 《부리부리박사》(편당 25분)를, 동양방송(TBC)은 매주 목요일(1976.10 ~ 1978.4) 《부리부리박사》와 같은 시간에 《소년탐정 태권7》(편당 30분)을, 문화방송(MBC)은 금요인형극(1977.4 ~ 1978.2)으로 매주 금요일 오후 6시에 《제트호 출동하라》(편당 30분) 등을 방영했다.